# Bathyraja mariposa
Bathyraja mariposa  (лат.) — бентопелагический вид хрящевых рыб рода глубоководных скатов семейства Arhynchobatidae отряда скатообразных. Обитают в умеренных водах северной части Тихого океана. Встречаются на глубине до 448 м. Их крупные, уплощённые грудные плавники образуют округлый диск со треугольным рылом. Колючки на диске отсутствуют. Окраска коричневого цвета с желтоватыми отметинами. Максимальная зарегистрированная длина 76 см. Откладывают яйца. Не являются объектом коммерческого промысла.

## Таксономия
Впервые вид был научно описан в 2004 году. Видовой эпитет происходит от слова исп. mariposa — «бабочка». Голотип представляет собой взрослого самца длиной 70,2 см, пойманного у Алеутских островов (51°34′ с. ш. 178°57′ в. д.) на глубине 104 м. Паратипы: самки длиной 62—71,1 см и самцы длиной 66,5—64,3 см, пойманные там же на глубине 106—249 м, и самцы и самки длиной 43,5—73,3 см, пойманные на глубине 448 м. Вид известен всего по десятку особей. 

## Ареал
Эти скаты обитают в северной части Тихого океана в Беринговом море, у берегов России (Камчатка) и США (Алеутские острова). Встречаются на глубине от 90 до 448 м. У Алеутских островов плотность популяции оценивается в 0,34 экз. на кв. км. 

## Описание
Широкие и плоские грудные плавники этих скатов образуют ромбический диск с широким треугольным рылом и закруглёнными краями. На вентральной стороне диска расположены 5 жаберных щелей, ноздри и рот. На хвосте имеются латеральные складки. У этих скатов 2 редуцированных спинных плавника и редуцированный хвостовой плавник. Длина рыла составляет 12—14,3 % от  длины тела, а хвост по длине примерно равен или немного превышает длину диска (50,7—55 % от общей длины). Колючки на диске отсутствуют. Колючки на хвосте также отсутствуют либо малозаметны. Дорсальная поверхность диска равномерно покрыта мелкой чешуёй, окрашена в зеленовато-коричневый цвет с мелкими тёмными пятнышками. На грудных плавниках, как правило, имеются крупные желтоватые  отметины. На верхней челюсти расположено 21—31 зубной ряд.  Грудные и брюшные плавники образованы 76—80 и 21—24 радиальными лучами, соответственно. 
Максимальная зарегистрированная длина 76 см.

## Биология
Подобно прочим глубоководным скатам, размножаются, вероятно, откладывая яйца.

## Взаимодействие с человеком
Эти скаты не являются объектом целевого лова. Вероятно попадаются в качестве прилова. В настоящее время отечественная рыбная промышленность практически не использует скатов, тогда как в Японии и в странах Юго-Восточной Азии они служат объектами специализированного промысла.  Данных для оценки Международным союзом охраны природы охранного статуса вида недостаточно.